# Swinefordita
La swinefordita és un mineral de la classe dels silicats que pertany al grup de la smectita. Va ser anomenada en honor d'Ada Swineford (1917-1993), mineralogista especialitzada en argiles i professora de geologia al Western Washington State College de Bellingham (Estat de Washington, Estats Units).

## Característiques
La swinefordita és un fil·losilicat de fórmula química Ca0,2(Li,Al,Mg,Fe)₃(Si,Al)₄O10(OH,F)₂·nH₂O. Cristal·litza en el sistema monoclínic. S'assembla a la vaselina quan s'hidrata; quan es
deshidrata, torna fibrosa i forma cintes fines, plegades i retorçades, i també làmines arrugades. La seva duresa a l'escala de Mohs és 1.
Segons la classificació de Nickel-Strunz, la swinefordita pertany a «09.EC - Fil·losilicats amb plans de mica, compostos per xarxes tetraèdriques i octaèdriques» juntament amb els següents minerals: minnesotaïta, talc, wil·lemseïta, ferripirofil·lita, pirofil·lita, boromoscovita, celadonita, chernykhita, montdorita, moscovita, nanpingita, paragonita, roscoelita, tobelita, aluminoceladonita, cromofil·lita, ferroaluminoceladonita, ferroceladonita, cromoceladonita, tainiolita, ganterita, annita, ephesita, hendricksita, masutomilita, norrishita, flogopita, polilitionita, preiswerkita, siderofil·lita, tetraferriflogopita, fluorotetraferriflogopita, wonesita, eastonita, tetraferriannita, trilitionita, fluorannita, xirokxinita, shirozulita, sokolovaïta, aspidolita, fluoroflogopita, suhailita, yangzhumingita, orlovita, oxiflogopita, brammal·lita, margarita, anandita, bityita, clintonita, kinoshitalita, ferrokinoshitalita, oxikinoshitalita, fluorokinoshitalita, beidel·lita, kurumsakita, montmoril·lonita, nontronita, volkonskoïta, yakhontovita, hectorita, saponita, sauconita, spadaïta, stevensita, zincsilita, ferrosaponita, vermiculita, baileyclor, chamosita, clinoclor, cookeïta, franklinfurnaceïta, gonyerita, nimita, ortochamosita, pennantita, sudoïta, donbassita, glagolevita, borocookeïta, aliettita, corrensita, dozyïta, hidrobiotita, karpinskita, kulkeïta, lunijianlaïta, rectorita, saliotita, tosudita, brinrobertsita, macaulayita, burckhardtita, ferrisurita, surita, niksergievita i kegelita.

## Formació i jaciments
La swinefordita va ser descoberta a la mina Foote Lithium Co., al comtat de Cleveland (Carolina del Nord, Estats Units) dipositada d'aigua subterrània, en forma de recobriment en les parets i fissures de les zones de fractura, o reemplaçant espodumena, en una pegmatita rica en liti i estany (element). També ha estat descrita a Alemanya, altres indrets dels Estats Units, Etiòpia i la República Popular de la Xina.